# COVERS:2
『COVERS:2』（カヴァーズ2）は、BENIの2枚目のカヴァーアルバム。帯のキャッチコピーは「永遠の名曲を英語詞でカヴァー。大ヒットを記録した『COVERS』第2弾!」。

## 解説
前作「COVERS」のヒットを受けて発売されたアルバム。今回もすべて男性シンガーの楽曲であり、うち8曲の英語詞をBENI自ら手がけている（共作含む）。CDのみの1形態で販売され、初回出荷分のみDVDが付属していた。
収録曲のうち7曲のPVが制作されているが、いずれも1〜2分程度の短いもので、フルバージョンは存在しない。しかし、初回限定版のDVDにのみ「Lovers Again」・「歌うたいのバラッド」・「I LOVE YOU」・「PIECES OF A DREAM」のフルバージョンのPVが収録されている。

## 収録曲
※楽曲の詳細はリンク先を参照。★はPVが存在する楽曲。
1. Lovers Again　★
作詞：松尾潔　作曲：Jin Nakamura　オリジナル・パフォーマー：EXILE
Englishi Lyrics by BENI, Seiji Motoyama
2. 白い恋人達
作詞・作曲：桑田佳祐　オリジナル・パフォーマー：桑田佳祐
Englishi Lyrics by Jeff Miyahara
3. 歌うたいのバラッド　★
作詞・作曲：斉藤和義　オリジナル・パフォーマー：斉藤和義
Englishi Lyrics by BENI　※BENIが単独で英語詞を手がけている。
4. PIECES OF A DREAM
作詞：麻生哲朗　作曲：藤本和則　オリジナル・パフォーマー：CHEMISTRY
Englishi Lyrics by BENI, Geila Zilkha
5. 楽園　★
作詞：阿閉真琴　作曲：中野雅仁　オリジナル・パフォーマー：平井堅
Englishi Lyrics by BENI, Seiji Motoyama
6. チェリー
作詞・作曲：草野正宗　オリジナル・パフォーマー：スピッツ
Englishi Lyrics by BENI, Geila Zilkha
7. クリスマス・イブ　★
作詞・作曲：山下達郎　オリジナル・パフォーマー：山下達郎
Englishi Lyrics by Alan O'Day
8. はじまりはいつも雨　★
作詞・作曲：飛鳥涼　オリジナル・パフォーマー：ASKA
Englishi Lyrics by BENI, Seiji Motoyama
9. I LOVE YOU　★
作詞・作曲：尾崎豊　オリジナル・パフォーマー：尾崎豊
Englishi Lyrics by BENI, Leo Imai
10. 小さな恋のうた
作詞：上江洌清作　作曲：MONGOL800　オリジナル・パフォーマー：MONGOL800
Englishi Lyrics by BENI, Seiji Motoyama
11. 接吻
作詞・作曲：田島貴男　オリジナル・パフォーマー：オリジナル・ラヴ
Englishi Lyrics by Seiji Motoyama
12. 永遠（とわ）に
作詞：安岡優　作曲：妹尾武　オリジナル・パフォーマー：ゴスペラーズ
Englishi Lyrics by BENI, Seiji Motoyama
13. Squall　★
作詞・作曲：福山雅治　オリジナル・パフォーマー：福山雅治
Englishi Lyrics by BENI, Geila Zilkha

## プロデュース＆アレンジ
- 今井大介（Daisuke "D.I" Imai）
Track-1,8,11,12
- 村山晋一郎
Track-2,3,4,5,6,7,9,10,13
- 弦一徹（String Arranged）
Track-9,13
- 門脇大輔（String Arranged）
Track-3